# سوبوی

سوبوی شهری در شهرستان اوری در استان باله در بورکینافاسوی جنوبی است و جمعیت آن ۱۴۹۵ نفر است.